# Lijst van burgemeesters van Sint Pieter
Dit is een lijst van burgemeesters van de voormalige vrijheerlijkheid, van 1794-1814 Franse commune, daarna Nederlandse gemeente Sint Pieter, tot die gemeente in 1920 opging in de gemeente Maastricht.

## Burgemeesters vóór 1794

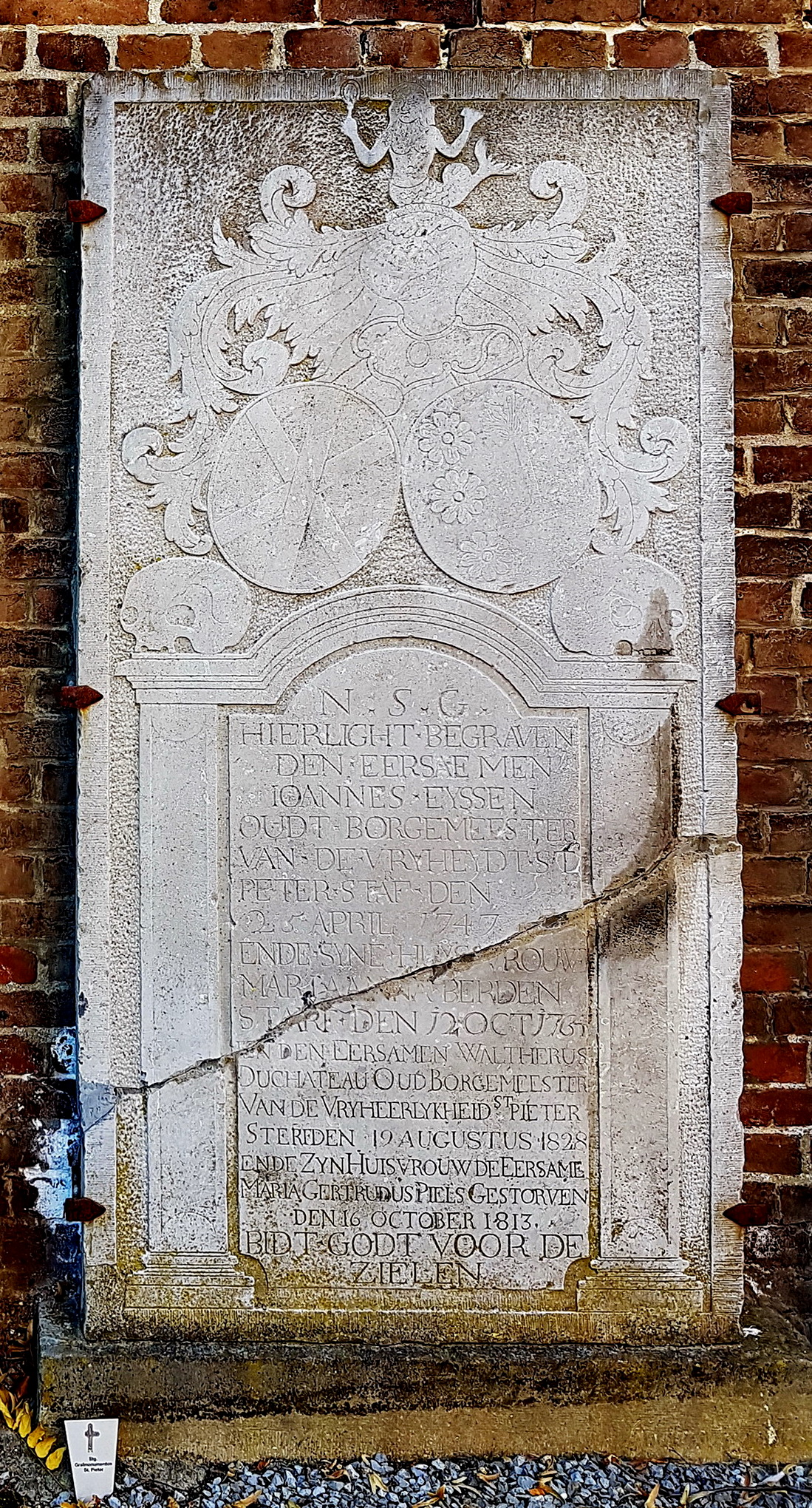
Gedeelde grafsteen van de burgemeesters Eyssen (†1747) en Duchateau (†1828) en echtgenoten

Burgemeesters van de Vrijheerlijkheid Sint Pieter (opgeheven in 1794):
| Ambtsperiode | Naam burgemeester                       | Bijzonderheden                                                                                |
| ------------ | --------------------------------------- | --------------------------------------------------------------------------------------------- |
| 14?? - 149?  | Henrick Happart                         | vermelding van een betaling in maart 1496                                                     |
| 15?? - 15??  | Johan Smeets                            | geboren ca. 1550,†?                                                                           |
| 15?? - 15??  | Jan van Aken                            | geboren in 1563, †?                                                                           |
| 15?? - 1610  | Joannes van Gangelt                     | †1610                                                                                         |
| 16?? - 16??  | Mathijs Cluckers                        | †?                                                                                            |
| 16?? - 16??  | Geurt Hermans                           | †?                                                                                            |
| 16?? - 16??  | Geurt Offermans                         | †?                                                                                            |
| 16?? - 1621  | Aert Aerts                              | †1621                                                                                         |
| 16?? - 1624  | Joannes Pasmans                         | †1624                                                                                         |
| 1625 - 1629  | Jan Lucassen                            |                                                                                               |
| 1630 - 163?  | Antonius Molenaers                      |                                                                                               |
| 163? - 1634? | François de graty (Franciscus de Grati) | In 1639 hoogschout van Sint Pieter, van 1641-1644 Luiks burgemeester van Maastricht           |
| 1635 - 1636  | Paulus Brouwers                         | †1636                                                                                         |
| 16?? - 163?  | Peter van Aust                          | geboren ca. 1595, †?                                                                          |
| 163? - 16??  | Paulus Stas                             | geboren ca. 1598, †?                                                                          |
| 163? - 163?  | Engel Maes                              | op 23 jan 1640 vermeld als "oudt borgemeester deser vryheyt", geboren in 1601.                |
| 163? - 1639? | Lambertus/Lambrecht Hameleers           | op 23 jan 1640 vermeld als "oudt borgemeester deser vryheyt". †1647                           |
| 1640 - 1647? | Jan Smeets                              | op 28 jan 1640 als "borgemeester" werd hij "gedaeght, geedt ende gevraeght" over een conflict |
| 1647 - 1649  | Dionysius van Gangelt                   | †1649                                                                                         |
| 1649 - 1651  | Joannes (Jan) van den Biesen            | Op 4 september 1652 vermeld als oud borgemeester. †1657                                       |
| 1652 - 16??  | Peter Vaesen                            | †?                                                                                            |
| 1662 - 166?  | Engel Maes                              | Was ook eerder al eens burgemeester. †1667                                                    |
| 16?? - 1665  | Petrus Swinnen                          | op 27 oktober 1695 vermeld als "oudt borgemeester deser vryheyt, oudt by de 70 jaren"         |
| 1665 - 1669  | Jacob Duijckars                         | †?                                                                                            |
| 1669 - 1675  | Jan Pessers                             | †?                                                                                            |
| 1675 - 1684  | Theodorus Godding                       | †1684                                                                                         |
| 1684 - 1688  | Maximilianus van Gangelt                | †1688                                                                                         |
| 1689 - 1690? | Henricus Crets                          | †1700                                                                                         |
| 16?? - 169?  | Lemmen Hameleers                        | op 27 oktober 1695 vermeld als "oudt borgemeester deser vryheyt, out 56 iare"                 |
| 16?? - 169?  | Jan Matthys                             | op 27 oktober 1695 vermeld als "oudt borgemeester deser vryheyt, out 45 jaren"                |
| 16?? - 169?  | Willem Huynen                           | †?                                                                                            |
| 17?? - 17??  | Willem Bron                             | †?                                                                                            |
| 17?? - 17??  | Paulus Stassen                          | †?                                                                                            |
| 17?? - 1744  | Joannes Stassen                         | †?                                                                                            |
| 17?? - 17??  | Leonardus Caenen                        | †?                                                                                            |
| 17?? - 1747  | Joannes Eijssen                         | †1747                                                                                         |
| 1747 - 1750  | Mattheus Everaedts                      | †1750                                                                                         |
| 17?? - 17??  | Machiel Janssen                         | kreeg in september 1753 een boete voor het overtreden van de 'horecawet'                      |
| 17?? - 1770  | Arnoldus Blanckers                      | †1770                                                                                         |
| 1770 - 17??  | Waltherus Duchateau                     | †1828                                                                                         |
| 17?? - 1789  | Nicolaas Roymans                        | in augustus 1789 afgezet door de Patriotten.                                                  |
| 1789 - 1794  | Joannes Blankers                        | †1824?                                                                                        |

## Burgemeesters na 1794
| Ambtsperiode | Naam burgemeester               | Bijzonderheden                                                                                    |
| ------------ | ------------------------------- | ------------------------------------------------------------------------------------------------- |
| 1795 - 1802  | Paulus Ceulen                   | Municipiaal agent                                                                                 |
| 1802 - 1815  | Paulus Ceulen                   | Maire                                                                                             |
| 1815 - 1818  | Paulus Ceulen                   | Burgemeester. Nam ontslag na een affaire, overleed amper een maand later                          |
| 1818 - 1819  | Joannes Thomas Baltus           | Waarnemend, van 13 september tot begin 1819. Notaris te Kanne                                     |
| 1819 - 1830  | Willem Roymans                  | Schout/burgemeester. Moest in november 1830 aftreden wegens sympathie voor de Belgische Revolutie |
| 1830 - 1837  | Gerard Janssen                  | Burgemeester, † 31 okt 1837                                                                       |
| 1837 - 1838  | Joannes Lambertus Duchateau     | Waarnemend, van 1 november tot 3 januari                                                          |
| 1838 - 1877  | Pieter (Pierre) Hubertus Ceulen | Burgemeester, neef van Paulus Ceulen                                                              |
| 1877 - 1910  | Johannes Petrus Hubert Ceulen   | Burgemeester, zoon van voorganger                                                                 |
| 1910 - 1920  | Léon Pierre Hubert Ceulen       | Burgemeester, zoon van voorganger                                                                 |